# Lizzie van Zyl
Lizzie van Zyl (1894 – Bloemfontein, 1901) foi uma criança bóer da África do Sul, morta por febre tifoide, aos sete anos de idade, num campo de concentração na cidade de Bloemfontein, durante a Segunda Guerra dos Boers (1899-1902). Os britânicos encarceraram-na devido à recusa do pai, um combatente bóer, de se render.

## Biografia
A enfermeira e militante Emily Hobhouse, após visitar o campo em 1901, usou a sua morte como um exemplo das dificuldades que as mulheres e crianças bóeres enfrentavam nos campos de concentração britânicos durante a guerra. Hobhouse conta a história da jovem Lizzie van Zyl que morreu no campo de concentração de Bloemfontein:
Ela era uma frágil criança de necessidade desesperada de bons cuidados. No entanto, porque a sua mãe era uma das pessoas "indesejadas", devido ao fato de que o seu marido não se rendeu nem traiu o seu povo, Lizzie foi posta entre aqueles que receberiam a quantidade de rações mais baixas e, assim, pereceu de fome. Após um mês no acampamento, foi transferida para um novo hospital de pequeno porte, no qual foi tratada com dureza. O médico e enfermeiros, todos ingleses, não entendiam a sua linguagem, o africâner, e como ela não sabia inglês, rotularam-na de idiota, embora estivesse mentalmente apta e normal. Um dia ela começou a chamar desanimada: Mãe! Mãe! Eu quero ir para a minha mãe! Uma senhora Botha caminhou até ela para consolá-la. Ela estava apenas a dizer à criança que ela iria logo ver a mãe novamente, quando foi bruscamente interrompida por uma das enfermeiras que lhe disse para não interferir com a criança, pois estava a incomodá-la. Pouco tempo depois, Lizzie van Zyl morreu.
Observa-se que o seu cabelo foi cortado, uma prática comum para as crianças que sofriam de febre tifoide.
Lizzie van Zyl tornou-se um símbolo na luta contra o horror do sistema britânico dos campos de concentração.

## Foto
A imagem da pequena van Zyl esquálida foi dada pelo autor escocês Arthur Conan Doyle, que serviu enquanto médico voluntário durante a Segunda Guerra dos Bóeres, a Joseph Chamberlain. Doyle e Chamberlain foram apoiadores da Guerra dos Bóeres; Doyle escreveu o texto The War in South Africa: Its Cause and Conduct (em português "A Guerra na África do Sul: Causa e execução"), com o objetivo de justificá-la.
A foto foi usada de propaganda, como a autora Hélène Opperman Lewis indica, a fim de convencer o público inglês da negligência das crianças Bóeres por parte dos pais. A imagem foi publicada com uma nota dizendo que teria sido tirada no momento da chegada de Lizzie e da sua mãe ao campo de concentração. Chamberlain foi citado no jornal The Times no dia 5 de março de 1902 dizendo que a mãe era alvo de uma perseguição por sevícia.
Hobhouse investigava o caso e não pôde achar qualquer prova de um caso de justiça em que a mãe de Lizzie fosse envolvida. Ela localizou o fotógrafo, um senhor de Klerk, que afirmou que a foto tinha sido tirada dois meses após a chegada de Lizzie e da mãe ao campo.